# Gustav-Georg Knabe
Pour les articles homonymes, voir Knabe.
Gustav-Georg Knabe (8 juillet 1897 à Bad Dürkheim - 13 décembre 1972 à Bad Dürkheim) est un Generalmajor allemand dans la Heer au sein de la Wehrmacht durant la Seconde Guerre mondiale.
Il a été récipiendaire de la Croix de chevalier de la Croix de fer. Cette décoration est attribuée pour récompenser un acte d'une extrême bravoure sur le champ de bataille ou un commandement militaire avec succès.

## Biographie
Gustav-Georg Knabe s'engage le 11 août 1914 dans le 64e régiment d'infanterie de l'armée prussienne et est transféré dans le 151e régiment d'infanterie le 15 mai 1917.
Gustav-Georg Knabe est capturé par les forces alliées en mai 1945. Il reste en captivité jusqu'en 1947.

## Promotions
| Gefreiter      | 2 juin 1917        |
| Unteroffizier  | 10 juillet 1917    |
| Fähnrich       | 28 juin 1918       |
| Leutnant       | 1er octobre 1918   |
| Oberleutnant   | 1er février 1926   |
| Hauptmann      | 1er septembre 1933 |
| Major          | 1er mars 1937      |
| Oberstleutnant | 10 décembre 1939   |
| Oberst         | 1er mars 1942      |
| Generalmajor   | 20 avril 1945      |

## Décorations
- Croix de fer (1914)
  - 2e Classe
  - 1re Classe
- Insigne des blessés (1914)
  - en Noir
  - en Argent
- Croix d'honneur pour combattants 1914-1918
- Agrafe de la Croix de fer (1939)
  - 2e Classe
  - 1re Classe
- Insigne de combat des blindés
- Croix de chevalier de la Croix de fer
  - Croix de chevalier le 1er juin 1941 en tant que Oberstleutnant et commandant du Kradschützen-Bataillon 15[1]